# Egilsstaðaskógur
Egilsstaðaskógur är en skog i republiken Island. Den ligger nära Egilsstaðir i regionen Austurland, i den östra delen av landet. Egilsstaðaskógur är en av Islands största skogar.

## Vegetation
Skogen sträcker sig från ca 50–200 meters höjd över havet och vegetationen varierar beroende på var i skogen man går. På slät mark avbryts skogen av kärr och åkrar, men i sluttningar är skogen tät. Man kan anta att skogen är cirka 4 meter hög och de högsta träden cirka 9 meter.
Skogen består till största delen av björk, men det finns också pil och poppel, som är sällsynta på Island.
I Egilsstaðaskógur bildar bland annat klöver, treklöver och smultron undervegetation.

### Sällsynta arter av lavar
Nio sällsynta lavarter finns i Egilsstaðarskógur. Liten snömärkeslav (Melanohalea septentrionalis) växer i Egilsstaðaskógur och på andra håll i Fljótsdalshérað samt vid Mývatn, men är annars mycket sällsynt på Island. Granlav (Vulpicida pinastri) växer bara i Egilsstaðaskógur nära Hoffell i Hornafjörður, i Austurskógur i Lón i Steinadal (i Suðursveit). Vedlav (Parmeliopsis hyperopta) växer endast i Egilsstaðaskógur och i Vaglaskógur. Flera lavarter växer i Egilsstaðaskógur, och är relativt vanliga där och även i andra skogar i öster, men som i övrigt anses de vara sällsynta på Island. Dessa lavar är till exempel stocklav (Parmeliopsis ambigua), laven Lecanora circumborealis, brämlav (Tuckermannopsis chlorophylla), blåslav (Hypogymnia physodes) och pukstocklav (Hypogymnia tubulosa).